# 73511 Lovas
73511 Lovas è un asteroide della fascia principale. Scoperto nel 2002, presenta un'orbita caratterizzata da un semiasse maggiore pari a 3,1358908 UA e da un'eccentricità di 0,0920549, inclinata di 15,92931° rispetto all'eclittica.
L'asteroide è dedicato all'astronomo ungherese Miklós Lovas.